# Discografia di Elio e le Storie Tese
Questa voce contiene l'intera discografia della band italiana Elio e le Storie Tese dalle origini fino ai tempi odierni.

## Album in studio
- Elio Samaga Hukapan Kariyana Turu (1989)
- Italyan, Rum Casusu Çikti (1992)
- Esco dal mio corpo e ho molta paura (Gli inediti 1979-1986) (1993, album di inediti registrati dal vivo)
- Eat the Phikis (1996)
- Peerla (1998)
- Craccracriccrecr (1999)
- Cicciput (2003)
- Studentessi (2008)
- L'album biango (2013)
- Figgatta de Blanc (2016)

## Album dal vivo
- Made in Japan - Live at Parco Capello (2001)
- Il meglio di Grazie per la splendida serata (2005, cofanetto di tre CD contenente il meglio dei primi 28 CD Brulé pubblicati durante la seconda stagione)
- Coèsi se vi pare (2006, spettacolo registrato a Mantova diviso in 2 CD, con la partecipazione di Claudio Bisio)
- Enlarge Your Penis - Live 2012 (2012)
- Il meglio di Emozioni Fortissime Tour 2007 (2013)
- Arrivedorci (2018)

## Raccolte
- Del meglio del nostro meglio Vol. 1 (1997, raccolta con nuove versioni dei loro successi e inediti)
- E.L.I.O. - The Artists Formerly Known As Elio e le Storie Tese (1997, album promozionale molto raro che raccoglie i loro successi tradotti in inglese; ne esiste una versione differente contenuta nel cofanetto omonimo)
- Ho fatto 2 etti e mezzo, lascio? - Rolling Stone Edition (2004, album promozionale allegato alla rivista Rolling Stone con una selezione di 13 brani estratti dal cofanetto Il meglio di Ho fatto 2 etti e mezzo, lascio?)
- The Original Recordings 1990/2003 (2007, raccolta di tre CD senza inediti, disapprovata dalla band)
- Gattini - Selezione orchestrale di classici nostri belli (2009, raccolta contenente versioni risuonate con l'orchestra dei loro successi e un DVD)
- Yes we can't (2017, due CD senza inediti per il mercato estero)
- Vuoi sentire Elio e le Storie Tese? Chiedimi come! (2020, specialissimo doppio vinile a tiratura limitata, realizzato ad hoc per l'iniziativa benefica #insiemeperlamusica, è stato spedito a chi ha deciso di donare almeno € 200. È stato reso disponibile alla vendita anche agli stand di CESVI al Concertozzo del 16 luglio 2022 a Bergamo. Contiene b-side e rarità varie)

## Instant CD (CD Brulé)
- Live at Blue Note (cd brulé promozionale, in 2 versioni, una del 2003 ed una del 2005)
- Ho fatto due etti e mezzo, lascio? Vol. 1 (cd brulé in 17 differenti versioni registrate nel 2004)
- Ho fatto due etti e mezzo, lascio? Vol. 2 (cd brulé in 14 differenti versioni registrate nel 2004 e 1 nel 2005)
- Ho fatto due etti e mezzo, lascio? Vol. 3 (cd brulé in 11 differenti versioni registrate nel 2004 e 2 nel 2005)
- Grazie per la splendida serata Vol. 1 (cd brulé in 13 differenti versioni registrate nel 2005)
- Grazie per la splendida serata Vol. 2 (cd brulé in 9 differenti versioni registrate nel 2005)
- Grazie per la splendida serata Vol. 3 (cd brulé in 8 differenti versioni registrate nel 2005)
- Qualità oro (cd brulé in 6 versioni registrate nel 2006)
- Coèsi se vi pare (cd brulé in 20 differenti versioni registrato in occasione dell'omonimo tour con Claudio Bisio del 2006)
- Emozioni fortissime (cd brulé registrato durante il tour 2007).
- Supermassiccio Tour (cd brulé registrato durante il tour estivo 2008).
- Bellimbusti in tour (2010, serie di concerti registrati nel tour teatrale omonimo del 2010 e pubblicati sul sito ufficiale del gruppo in download digitale gratuito per i membri del fave club)
- Bellimbusti balneari live (cd brulé registrato durante il tour estivo 2010).
- Enlarge your Penis tour (2012, serie di concerti registrati nel tour omonimo del 2012 e pubblicati sul sito ufficiale del gruppo in download digitale gratuito per i membri del fave club)

## Singoli
- Nubi di ieri sul nostro domani odierno (abitudinario) (1989, promozionale)
- Born to Be Abramo (1990, ritirato dal mercato)
- Born to be Abramo (Saturday Night strage) (1990, ritirato dal mercato)
- The Los Sri Lanka Parakramabahu Brothers featuring Elio e le Storie Tese (1990, maxi-single pubblicato come LP nella versione in vinile, contro il parere della band)
- Servi della gleba (1992, promozionale)
- Pipppero® (1992)
- Pipppero® (english version) (1992)
- Not Unpreviously Unreleased'nt (1993, promozionale allegato alla rivista "Tutto" dell'aprile 1993; contiene tre brani inediti suonati dal vivo)
- Entra in Esco dal mio corpo e ho molta paura (1993, promozionale allegato alla rivista "Comix" del dicembre 1993)
- (Gomito a gomito con l') Aborto/In te (1993, promozionale)
- Nessuno allo stadio (1994)
- Nessuno allo stadio - Strike remix (1994)
- Christmas with the Yours (1995, pubblicato con lo pseudonimo "Il complesso misterioso" e cantato dal Cantante Misterioso rivelatosi essere Graziano Romani)
- La terra dei cachi (1996, promozionale)
- La terra dei cachi - Prezioso remix (1996)
- La terra dei cachi (The Rimini Tapes) (1996)
- T.V.U.M.D.B./Mio cuggino (1996, promozionale)
- El Pube (1996, promozionale)
- Born to be Abramo (avec Patrick Hernandez) (1997, promozionale)
- L'eterna lotta tra il bene e il male (1998)
- Evviva/La visione (1999, promozionale)
- Bis (1999, promozionale)
- Discomusic (1999, promozionale)
- La bella canzone di una volta (1999, promozionale)
- Presidance® (1999, promozionale)
- La gente vuole il gol (2000, promozionale allegato alla rivista Cuore e inno non ufficiale della Nazionale agli Europei di calcio)
- Fave Club (2000)
- Che felicità (2000)
- Tapparella (2001)
- Fave strapazzate (2002)
- Shpalman® (2003, promozionale)
- Shpalman® RMX (2003)
- Fossi figo (2003, promozionale)
- Oratorium (2004)
- Valzer transgenico (2006, pubblicato solo sul web; featuring Mondo Marcio)
- Banane giganti (2006, pubblicato solo sul web con lo pseudonimo "I Los the Peparors")
- Presepio imminente (2006, pubblicato sul web e nel Cd singolo promozionale abbinato ad un menu del fast food Spizzico)
- Enrico va a scuola (2007, promozionale allegato al catalogo della mostra omonima dell'artista cremasco Aldo Spoldi)
- Parco Sempione (2008, promozionale)
- Ignudi fra i nudisti (2008, promozionale)
- Storia di un bellimbusto (2009, promozionale)
- Pensiero stupesce (2011)
- Sta arrivando la fine del mondo (2012)
- Dannati forever (2013)
- La canzone mononota (2013)
- Complesso del primo maggio (2013)
- Amore amorissimo (2013)
- Il Musichione (2014)
- Alcol snaturato (una serata speciale) (2015)
- Il primo giorno di scuola (2015)
- Vincere l'odio (2016)
- Il mistero dei bulli (2016)
- Vacanza alternativa/China disco bar/Bomba intelligente (2016)
- Licantropo vegano/Ballerino (2017)
- Arrivedorci (2018)
- Natale in trincea (2024)

## Colonne sonore
- Tutti gli uomini del deficiente (1999)
- Boris - Il film (2011)

## Box set
- Le origini (1996, cofanetto contenente gli album Elio Samaga Hukapan Kariyana Turu e The Los Sri Lanka Parakramabahu Brothers featuring Elio e le Storie Tese, disapprovato dalla band)
- E.L.I.O. - The Artists Formerly Known As Elio e le Storie Tese (1997, cofanetto promozionale molto raro contenente l'album omonimo, una VHS e una breve biografia del gruppo)
- Perle ai porci (1998, cofanetto contenente gli album Elio Samaga Hukapan Kariyana Turu, Italyan, Rum Casusu Çikti, Esco dal mio corpo e ho molta paura (Gli inediti 1979-1986), Eat the Phikis e Peerla)
- Coèsi se vi pare (2006, 2 DVD + 2 CD, cofanetto contenente la registrazione audio e video del loro spettacolo a Mantova del tour omonimo con Claudio Bisio)
- Dei megli dei nostri megli (2014, 3 CD + 1 DVD, cofanetto contenente la ristampa del CD Del meglio del nostro meglio Vol. 1, 1 CD con una raccolta di duetti con altri artisti, 1 CD con singoli e rarità, 1 DVD con tutti i videoclip realizzati dal gruppo e contenuti speciali inediti)
- Cacolatini (2015, contenente i primi tre album in versione riarrangiata con DVD allegati insieme a memorabilia e il gioco dell'oco)
- Odorosi (2016, cofanetto stampato in versione maschile e femminile contenente Figgatta de Blanc e la raccolta di canzoni natalizie Tutte le belle canzoni di natale)

## Partecipazioni
Si segnalano le compilation contenenti brani inediti o versioni differenti da quelle degli album.
- Musica metropolitana (1985, compilation contenente il brano Abbecedario)
- Elementi (1987, compilation contenenti i brani Silos e Pork e Cindy)
- Lupo solitario (1988, compilation contenente il brano John Holmes)
- Arezzo Wave 1990 (1991, compilation contenente il brano live Giocatore mondiale)
- From Bulgaria with Love (1992, compilation contenente il brano Pipppero® in 2 versioni, italiana e inglese)
- 105 Night Express (1996, compilation contenente il brano live Servi della gleba)
- UEFA Official Euro 2000 Album (2000, compilation pubblicata in concomitanza del campionato europeo di calcio 2000, contenente il brano La gente vuole il gol in versione remixata dai Rapino brothers, presente anche nel singolo omonimo)
- Olmo & Friends (2001, compilation contenente alcune canzoni suonate a Mai Dire Gol: Il ballo dell'umiltè, Non voglio fare il militare e Sei il mio cucù (live))
- Interdet (2001, compilation promozionale contenente i brani live T.V.U.M.D.B. e You are what you is)
- Deejay for Christmas (2002, compilation contenente i brani Oh Happy Day, Babbo Natale 2000, Tutti pazzi x Mary Xmas (Trying To Make a Fool Of Me) e Christmas With the Yours)
- Baffo Natale Compilation (2005, compilation pubblicata solo su web, contenente 6 canzoni natalizie firmate Elio e le Storie Tese, tra cui Baffo Natale, Natale allo zenzero e Fossi Christmas)
- GE-2001 (2005, compilation pubblicata per raccogliere fondi per i processi seguiti ai Fatti del G8 di Genova, contenente il brano live Supergiovane)
- Max 20 (2013), solo Elio partecipa all'album dei 20 anni di carriera di Max Pezzali per cantare Nord sud ovest est.

## Videografia

### Videoclip
- Nubi di ieri sul nostro domani odierno (abitudinario) (1989)
- Agnello Medley (1990)
- Servi della gleba (1992)
- Pipppero® (1992)
- Il vitello dai piedi di balsa (1992)
- Noi siamo i giovani (con i blue jeans) (1993)
- Cadavere spaziale (1993)
- (Gomito a gomito con l') Aborto (1993)
- Nessuno allo stadio (1994)
- Mio cuggino (1996)
- La terra dei cachi (1996)
- El Pube (1996)
- Born to Be Abramo (1997)
- La bella canzone di una volta (1999)
- Evviva/La visione[1] (1999)
- Discomusic (1999)
- Tapparella (2001)
- Shpalman® (2003)
- Fossi figo (2003)
- Banane giganti (2006, con lo pseudonimo "I Los the Peparors")
- Parco Sempione (2008)
- Ignudi fra i nudisti (2008)
- Storia di un bellimbusto (2009)
- Dannati forever (2013)
- La canzone mononota (2013)
- Complesso del primo maggio (2013)
- Amore amorissimo (2013)
- Luigi il pugilista (2014)
- Alcol snaturato (una serata speciale) (2015)
- Il primo giorno di scuola (2015)
- Vincere l'odio (2016)
- Il mistero dei bulli (2016)
- I delfini nuotano (2016)
- Vacanza alternativa/China Disco Bar/Bomba intelligente[2] (2016)
- Licantropo vegano (2017)
- Arrivedorci (2018)
- La Canzone Circolare (2018)
- Presepio Imminente (2023)

### DVD - VHS
- Chi ha incastrato Elio e le Storie Tese? (1992, VHS)
- OSCARrafone (1996, VHS)
- Elio e le Storie Segrete (1996, VHS promozionale allegata a "Village")
- Zelig: Il cabaret - 10 anni di grandi comici (1997, VHS promozionale allegata a "Specchio" de "La Stampa")
- Rocco e le storie tese (1997, 2 VHS; film pornografico prodotto da Rocco Siffredi e distribuito anche in lingua inglese con il titolo Rock'n'roll Rocco e successivamente in 2 DVD venduti separatamente: Rocco e le Storie Tese e Rocco e le Storie Tese parte seconda)
- The Lugano Tapes (2001, vhs)
- Grazie per la splendida serata Vol. 1 (2005, DVD Brulé registrato a Villa Arconati di Castellazzo di Bollate il 21/07/2005)
- Qualità oro (2006, DVD Brulé registrato al Teatro Verdi di Pisa il 21/05/2006)
- Coèsi se vi pare (2006, diversi DVD brulè registratI in occasione del tour estivo del 2006)
- Coèsi se vi pare (2006, 2 DVD con lo spettacolo completo, contenuto nel cofanetto omonimo)
- MTV Day 2007 (2008, DVD contenente selezione di canzoni dell'Mtv Day 2007; per gli Elii è presente la canzone Christmas With The Yours cantata con Graziano Romani)
- Live at Teatro Socjale, Piangipane (2011, DVD contenente il concerto del 19 marzo 2010 del Bellimbusti in tour)
- Mal Presenta (2015, tre DVD allegati alle ristampe dei primi tre album, contenenti video dell'epoca e commenti degli autori)

### Concerti pubblicati sul web
A partire dal 2013 sono stati pubblicati gratuitamente sul canale youtube del gruppo registrazioni integrali di concerti.
- Grazie per la splendida serata "Live in Villa Arconati 21/07/2005", stesso filmato presente nel DVD Brulé del 2005, ripubblicato sul web il 20 marzo 2013
- Enlarge Your Penis Tour 13.10.2012, registrato live a Trieste e pubblicato nel luglio 2013
- EelST al Carroponte 2013, registrato il 14 settembre 2013 e pubblicato il 15 gennaio 2014
- Un concerto per la fine del mondo registrato il 21 dicembre 2012 a Lugano dalla RTSI per la diretta televisiva e radiofonica e pubblicato il 23 dicembre 2014
- Live at Vanity Fair registrato il 21 dicembre 2010 nella redazione di Vanity Fair e pubblicato il 21 dicembre 2015
- Bisio e le Storie Tese "Coèsi se vi pare" registrato il 13 luglio 2006 a Mantova e pubblicato il 29 ottobre 2018
- Elio e le Storie Tese - Piccolo Concjerto al Teatro Socjale di Piangipane registrato il 19 marzo 2010 al Teatro Socjale di Piangipane (RA) e pubblicato il 23 gennaio 2020
- Elio e le Storie Tese e la Filarmonica Arturo Toscanini - Live al Teatro degli Arcimboldi 26/10/2009 registrato il 26 ottobre 2009 al Teatro degli Arcimboldi (MI) e pubblicato il 31 gennaio 2020

### Altre produzioni video
- Vite bruciacchiate: surreale miniserie televisiva di quattro puntate realizzata nel 1998 (anno in cui gli EELST fecero un breve tour negli Stati Uniti) e trasmesso dalla Rai una sola volta, nell'agosto del 2000. Non è mai stata pubblicata su VHS o DVD.
- Ritmo Sbilenco - Un filmino su Elio e le Storie Tese: film documentario sulla band uscito al cinema nel 2016.